# Пиер дьо Монтегрю
Педро де Монтегу е петнадесетия Велик магистър на Ордена на тамплиерите до 1230 или 1232.
Като командор на Арагон и главен командир на Запада Педро взема участие в битката при Хатин, а по-късно и в Петия кръстоносен поход срещу султана на Египет. След като е посочен за велик магистър Педро продължава делото на Гийом дьо Шартър с обсадата на Дамиета и градът е превзет след две години. Това е последвано от сключване на дългогодишно примирие между Ордена и сарацините. Под негово управление тамплиери и хоспиталиери сближават и сихронизират усилията си като се счита, че това се дължи на това, че велик магистър на хоспиталиерския орден е Гарин де Монтегу – преполагаем по-голям брат на Педро.
Педро изпраща голяма част от тамплиерите в Европа за да участват в Реконкистата на испанските крале срещу Алмохадите.